# Wapen van Heerde

Het wapen van Heerde is het wapen van de gemeente Heerde, dat bestaat uit een doorsneden schild waarvan de onderste helft gedeeld is met de beschrijving:
"Coupé mi parti, van boven van goud, beladen met 2 schaapskoppen van zilver, van onder ter regterzijde van keel, beladen met een ploeg van goud, ter linkerzijde van lazuur, beladen met een ossenkop van zilver."
Het wapen is verticaal in tweeën gedeeld, het bovenste is van goud met twee zilveren schaapskoppen. Hierdoor is dit wapen een raadselwapen. Het onderste deel is horizontaal in tweeën gedeeld, het eerste is rood met een gouden ploeg en het tweede is blauw met een zilveren ossenkop.

## Geschiedenis
Met de symbolen op het schild worden de belangrijkste middelen van bestaan van de gemeente tot uiting gebracht: schapenhouderij, veeteelt en akkerbouw. Pas op 29 oktober 1869 werd het wapen van Heerde vastgesteld. De gemeente had in 1816 de mogelijkheid gehad een wapen aan te vragen, maar had daar op dat moment geen behoefte aan. Heerde voerde voordien ook geen wapen. De Hoge Raad van Adel heeft het oorspronkelijke ontwerp diverse malen aangepast, om uiteindelijk op het huidige wapen uit te komen.